# Llista d'espais naturals de la província d'Alacant
Llista d'espais naturals de la província d'Alacant protegits per la Llei 11/1994 d'espais naturals protegits que inclou en el règim general les categories de parc natural, paratge natural, paratge natural municipal, reserva natural, monument natural, lloc d'interés i paisatge protegit.
Altres espais naturals protegits amb règim especial a efectes de declaració, ordenació i gestió són el Catàleg de Coves, el Catàleg de Zones Humides, i les microreserves de flora i reserves de fauna que són figures de protecció sectorial d'espècies.

## Reserves naturals
| Nom                                | Protecció              | Conjunt protegit                                | Extensió (ha) | Localització                                                               | Codi     | Imatge |
| ---------------------------------- | ---------------------- | ----------------------------------------------- | ------------- | -------------------------------------------------------------------------- | -------- | --- |
| Illa de Tabarca                    | Reserva natural marina | LIC Illa de Tabarca, ZEPA Illots de Tabarca     | 2.386,77      | Alacant (Alacantí) 38° 09′ 30″ N, 0° 27′ 42″ O / 38.1583°N,0.4616°O        | ES520008 | {{ca\|Reserva marina de l'Illa de Tabarca}} · {{WLE-AD-ES\|ES520008}} · {{Object location dec\|38.1583\|-0.4616\|region:ES-VC_type:waterbody_dim:7000_source:cawiki}} · [[Categoria:Tabarca]]        |
| Fons Marins del Cap de Sant Antoni | Reserva natural marina | LIC el Montgó, ZEPA Montgó - Cap de Sant Antoni |               | Dénia i Xàbia (Marina Alta) 38° 49′ 08″ N, 0° 10′ 26″ E / 38.819°N,0.174°E | ES520022 | {{ca\|Fons Marins del Cap de Sant Antoni}} · {{WLE-AD-ES\|ES520022}} · {{Object location dec\|38.819\|0.174\|region:ES-VC_type:waterbody_dim:9900_source:cawiki}} · [[Categoria:Cap de Sant Antoni]] |

## Parcs naturals
| Nom                                  | Protecció                       | Conjunt protegit                              | Extensió (ha)                      | Localització | Codi     | Imatge |
| ------------------------------------ | ------------------------------- | --------------------------------------------- | ---------------------------------- | --- | -------- | --- |
| Penyal d'Ifac                        | Parc natural                    | LIC, ZEPA Ifac i Litoral de Marina            | 45,01                              | Calp (Marina Alta) 38° 38′ 02″ N, 0° 04′ 39″ E / 38.6339°N,0.0775°E                                                                                              | ES520001 | {{ca\|Penyal d'Ifac (Calp)}} · {{WLE-AD-ES\|ES520001}} · {{Object location dec\|38.6339\|0.0775\|region:ES-VC_type:forest_dim:1200_source:cawiki}} · [[Categoria:Penyal d'Ifac]]                                                        |
| El Montgó                            | Parc natural, LIC, ZEPA         |                                               | 2.086,36                           | Dénia, Xàbia (Marina Alta) 38° 48′ 18″ N, 0° 07′ 52″ E / 38.805°N,0.131°E                                                                                        | ES520002 | {{ca\|Massís del Montgó}} · {{WLE-AD-ES\|ES520002}} · {{Object location dec\|38.805\|0.131\|region:ES-VC_type:forest_dim:11000_source:cawiki}} · [[Categoria:Montgó]]                                                                   |
| Font Roja                            | Parc natural                    | LIC, ZEPA Serres de Mariola i de la Font Roja | 2.386,77                           | Alcoi, Ibi (Alcoià) 38° 39′ 29″ N, 0° 31′ 23″ O / 38.658°N,0.523°O                                                                                               | ES520003 | {{ca\|Parc Natural de la Font Roja}} · {{WLE-AD-ES\|ES520003}} · {{Object location dec\|38.658\|-0.523\|region:ES-VC_type:forest_dim:11000_source:cawiki}} · [[Categoria:Natural Park of Carrascal de la Font Roja]]                    |
| El Fondo                             | Parc natural, RAMSAR, LIC, ZEPA |                                               | 2.386,77                           | Elx, Crevillent (Baix Vinalopó) 38° 10′ 52″ N, 0° 45′ 00″ O / 38.181°N,0.750°O                                                                                   | ES520006 | {{ca\|Parc Natural del Fondo}} · {{WLE-AD-ES\|ES520006}} · {{Object location dec\|38.181\|-0.750\|region:ES-VC_type:waterbody_dim:8300_source:cawiki}} · [[Categoria:Natural Park of El Fondo]]                                         |
| Marjal de Pego-Oliva                 | Parc natural, RAMSAR, LIC, ZEPA |                                               | 1.255,19                           | Pego, Oliva (Marina Alta, Safor) 38° 52′ 16″ N, 0° 03′ 50″ O / 38.871°N,0.064°O                                                                                  | ES520009 | {{ca\|Marjal de Pego-Oliva}} · {{WLE-AD-ES\|ES520009}} · {{Object location dec\|38.871\|-0.064\|region:ES-VC_type:waterbody_dim:6000_source:cawiki}} · [[Categoria:Parque Natural del Marjal de Pego-Oliva]]                            |
| Salines de Santa Pola                | Parc natural, RAMSAR, LIC, ZEPA |                                               | 2.491,21                           | Elx, Santa Pola (Baix Vinalopó) 38° 11′ 10″ N, 0° 37′ 16″ O / 38.186°N,0.621°O                                                                                   | ES520011 | {{ca\|Salines de Santa Pola}} · {{WLE-AD-ES\|ES520011}} · {{Object location dec\|38.186\|-0.621\|region:ES-VC_type:waterbody_dim:9000_source:cawiki}} · [[Categoria:Parque Natural de las Salinas de Santa Pola]]                       |
| Llacunes de la Mata i Torrevella     | Parc natural, RAMSAR, LIC, ZEPA |                                               | 3.717,3                            | Guardamar del Segura, Torrevella (Baix Segura) 38° 00′ 47″ N, 0° 43′ 01″ O / 38.013°N,0.717°O                                                                    | ES520012 | {{ca\|Llacunes de la Mata i Torrevella}} · {{WLE-AD-ES\|ES520012}} · {{Object location dec\|38.013\|-0.717\|region:ES-VC_type:waterbody_dim:12000_source:cawiki}} · [[Categoria:Parque Natural de las Lagunas de La Mata y Torrevieja]] |
| Serra de Mariola                     | Parc natural                    | LIC, ZEPA Serres de Mariola i de la Font Roja | 12.540,01                          | Agres, Alcoi, Alfafara, Banyeres de Mariola, Bocairent, Cocentaina, Muro d'Alcoi (Comtat, Alcoià, Vall d'Albaida) 38° 43′ 59″ N, 0° 32′ 53″ O / 38.733°N,0.548°O | ES520014 | {{ca\|Serra de Mariola}} · {{WLE-AD-ES\|ES520014}} · {{Object location dec\|38.733\|-0.548\|region:ES-VC_type:forest_dim:17500_source:cawiki}} · [[Categoria:Serra Mariola]]                                                            |
| Serra Gelada i el seu entorn litoral | Parc natural, LIC, ZEPA         |                                               | 732,31 (terrestre) 4.977,23 (marí) | L'Alfàs del Pi, Altea, Benidorm (Marina Baixa) 38° 32′ 49″ N, 0° 04′ 37″ O / 38.547°N,0.077°O                                                                    | ES520039 | {{ca\|Parc Natural de la Serra Gelada}} · {{WLE-AD-ES\|ES520039}} · {{Object location dec\|38.547\|-0.077\|region:ES-VC_type:forest_dim:6000_source:cawiki}} · [[Categoria:Serra Gelada]]                                               |

## Paisatges protegits
| Nom                              | Protecció         | Conjunt protegit                                             | Extensió (ha) | Localització | Codi     | Imatge |
| -------------------------------- | ----------------- | ------------------------------------------------------------ | ------------- | --- | -------- | --- |
| Serra del Maigmó i Serra del Sit | Paisatge protegit | ZEPA Maigmó i Serres de la Foia de Castalla                  | 15.842        | Agost, Castalla, Petrer, Saix, Tibi (Alt Vinalopó, Vinalopó Mitjà, Alacantí i Alcoià) 38° 31′ N, 0° 42′ O / 38.52°N,0.70°O | ES520048 | {{ca\|Serra del Maigmó i Serra del Sit}} · {{WLE-AD-ES\|ES520048}} · {{Object location dec\|38.52\|-0.70\|region:ES-VC_type:forest_dim:18000_source:cawiki}} · [[Categoria:Protected areas of the province of Alicante]]         |
| Puig Campana i el Ponotx         | Paisatge protegit | LIC Aitana, Serrella i Puigcampana, ZEPA Muntanyes de Marina | 2.491,89      | Benidorm, Finestrat, la Nucia, Polop (Marina Baixa) 38° 36′ 14″ N, 0° 10′ 26″ O / 38.604°N,0.174°O                         | ES520050 | {{ca\|Puig Campana i el Ponotx (Marina Baixa)}} · {{WLE-AD-ES\|ES520050}} · {{Object location dec\|38.604\|-0.174\|region:ES-VC_type:forest_dim:8000_source:cawiki}} · [[Categoria:Protected areas of the province of Alicante]] |
| Serres de Bèrnia i Ferrer        | Paisatge protegit | LIC Serres de Bèrnia i el Ferrer, ZEPA Muntanyes de Marina   | 2.843         | Benissa, Xaló (Marina Alta) 38° 40′ 19″ N, 0° 00′ 25″ O / 38.672°N,0.007°O                                                 | ES520051 | {{ca\|Serres de Bèrnia i Ferrer (Marina Alta)}} · {{WLE-AD-ES\|ES520051}} · {{Object location dec\|38.672\|-0.007\|region:ES-VC_type:forest_dim:12000_source:cawiki}} · [[Categoria:Serres de Bèrnia i el Ferrer]]               |
| Les Sorts                        | Paisatge protegit |                                                              | 100,52        | Teulada Moraira (Marina Baixa) 38° 41′ 58″ N, 0° 07′ 57″ E / 38.6994°N,0.1325°E                                            | ES520052 | {{ca\|Les Sorts (Teulada)}} · {{WLE-AD-ES\|ES520052}} · {{Object location dec\|38.6994\|0.1325\|region:ES-VC_type:forest_dim:4600_source:cawiki}} · [[Categoria:Protected areas of the province of Alicante]]                    |
| Solana del Benicadell            | Paisatge protegit |                                                              | 900,08        | Beniarrés, Gaianes, Muro d'Alcoi (Comtat) 38° 49′ 26″ N, 0° 25′ 21″ O / 38.8238°N,0.4224°O                                 | ES520053 | {{ca\|Solana del Benicadell (Comtat)}} · {{WLE-AD-ES\|ES520053}} · {{Object location dec\|38.8238\|-0.4224\|region:ES-VC_type:forest_dim:7000_source:cawiki}} · [[Categoria:Protected areas of the province of Alicante]]        |

Vegeu també: Serpis a la província de València

## Paratges naturals municipals
| Nom                                     | Protecció                                        | Conjunt protegit                                                                            | Extensió (ha) | Localització                                                                       | Codi     | Imatge |
| --------------------------------------- | ------------------------------------------------ | ------------------------------------------------------------------------------------------- | ------------- | ---------------------------------------------------------------------------------- | -------- | --- |
| Arenal de l'Almorxó                     | Paratge natural municipal                        | Paisatge Serra del Maigmó i Serra del Sit, ZEPA Maigmó i Serres de la Foia de Castalla      | 50,80         | Petrer (Vinalopó Mitjà) 38° 30′ 54″ N, 0° 46′ 28″ O / 38.5149°N,0.7745°O           | ES520016 | {{ca\|Arenal de l'Almorxó (Petrer)}} · {{WLE-AD-ES\|ES520016}} · {{Object location dec\|38.5149\|-0.7745\|region:ES-VC_type:forest_dim:2280_source:cawiki}} · [[Categoria:Protected areas of the province of Alicante]]                            |
| Clot de Galvany                         | Paratge natural municipal                        | Zona humida Els Bassars-Clot de Galvany, LIC Illa de Tabarca, ZEPA Clot de Galvany          | 355,84        | Elx (Baix Vinalopó) 38° 15′ 05″ N, 0° 31′ 35″ O / 38.2513°N,0.5265°O               | ES520030 | {{ca\|Clot de Galvany (Elx)}} · {{WLE-AD-ES\|ES520030}} · {{Object location dec\|38.2513\|-0.5265\|region:ES-VC_type:forest_dim:5330_source:cawiki}} · [[Categoria:Clot de Galvany]]                                                               |
| Els Arcs                                | Paratge natural municipal                        | LIC Aitana, Serrella i Puigcampana, ZEPA Muntanyes de la Marina                             | 401,33        | Castell de Castells (Marina Alta) 38° 42′ 16″ N, 0° 11′ 18″ O / 38.7045°N,0.1884°O | ES520033 | {{ca\|Els Arcs (Castell de Castells)}} · {{WLE-AD-ES\|ES520033}} · {{Object location dec\|38.7045\|-0.1884\|region:ES-VC_type:forest_dim:7170_source:cawiki}} · [[Categoria:Protected areas of the province of Alicante]]                          |
| Els Plantadets                          | Paratge natural municipal                        |                                                                                             | 254,03        | Xixona (Alacantí) 38° 34′ 08″ N, 0° 33′ 04″ O / 38.569°N,0.551°O                   | ES520058 | {{ca\|Els Plantadets (Xixona)}} · {{WLE-AD-ES\|ES520058}} · {{Object location dec\|38.569\|-0.551\|region:ES-VC_type:forest_dim:3440_source:cawiki}} · [[Categoria:Protected areas of the province of Alicante]]                                   |
| Font del Baladre-Fontanars-Riu d'Agres  | Paratge natural municipal                        | Paisatge Serpis                                                                             | 15,31         | Muro d'Alcoi (Comtat) 38° 47′ 07″ N, 0° 27′ 06″ O / 38.78541°N,0.45170°O           | ES520389 | {{ca\|Font del Baladre-Fontanars-Riu d'Agres (Muro d'Alcoi)}} · {{WLE-AD-ES\|ES520389}} · {{Object location dec\|38.78541\|-0.45170\|region:ES-VC_type:forest_dim:4000_source:cawiki}} · [[Categoria:Protected areas of the province of Alicante]] |
| La Pilarica - Serra de Callosa          | Paratge natural municipal                        | LIC Serra de Callosa de Segura, ZEPA Serres del sud d'Alacant                               | 143,44        | Callosa de Segura (Baix Segura) 38° 07′ 24″ N, 0° 53′ 29″ O / 38.1234°N,0.8914°O   | ES520041 | {{ca\|La Pilarica - Serra de Callosa (Callosa de Segura)}} · {{WLE-AD-ES\|ES520041}} · {{Object location dec\|38.1234\|-0.8914\|region:ES-VC_type:forest_dim:2400_source:cawiki}} · [[Categoria:Protected areas of the province of Alicante]]      |
| La Sierra                               | Paratge natural municipal                        | LIC Serra de Callosa de Segura, ZEPA Serres del sud d'Alacant                               | 185,53        | Redovà (Baix Segura) 38° 07′ 25″ N, 0° 54′ 43″ O / 38.1237°N,0.9119°O              | ES520425 | {{ca\|La Sierra (Redovà)}} · {{WLE-AD-ES\|ES520425}} · {{Object location dec\|38.1237\|-0.9119\|region:ES-VC_type:forest_dim:4090_source:cawiki}} · [[Categoria:Protected areas of the province of Alicante]]                                      |
| Vessant del Castell de Saix             | Paratge natural municipal, bé d'interés cultural |                                                                                             | 9,475         | Saix (Alt Vinalopó) 38° 32′ 23″ N, 0° 49′ 10″ O / 38.5396°N,0.8194°O               | ES520387 | {{ca\|Vessant del Castell de Saix (Saix)}} · {{WLE-AD-ES\|ES520387}} · {{Object location dec\|38.5396\|-0.8194\|region:ES-VC_type:forest_dim:780_source:cawiki}} · [[Categoria:Castillo de Sax]]                                                   |
| Mont del Coto                           | Paratge natural municipal                        |                                                                                             | 763,75        | Monòver (Vinalopó Mitjà) 38° 23′ 17″ N, 0° 56′ 53″ O / 38.388°N,0.948°O            | ES520072 | {{ca\|Mont del Coto (Monòver)}} · {{WLE-AD-ES\|ES520072}} · {{Object location dec\|38.388\|-0.948\|region:ES-VC_type:forest_dim:5010_source:cawiki}} · [[Categoria:Protected areas of the province of Alicante]]                                   |
| Parc del Molí de l'Aigua                | Paratge natural municipal                        |                                                                                             | 17,23         | Torrevella (Baix Segura) 38° 00′ 53″ N, 0° 39′ 19″ O / 38.0147°N,0.6553°O          | ES520060 | {{ca\|Parc del Molí de l'Aigua (Torrevella)}} · {{WLE-AD-ES\|ES520060}} · {{Object location dec\|38.0147\|-0.6553\|region:ES-VC_type:forest_dim:700_source:cawiki}} · [[Categoria:Protected areas of the province of Alicante]]                    |
| Racó de Sant Bonaventura - els Canalons | Paratge natural municipal                        | LIC Serres de Mariola i Carrascar de la Font Roja, ZEPA Serres de Mariola i de la Font Roja | 17,70         | Alcoi (Alcoià) 38° 40′ 45″ N, 0° 31′ 27″ O / 38.6791°N,0.5243°O                    | ES520019 | {{ca\|Racó de Sant Bonaventura - els Canalons (Alcoi)}} · {{WLE-AD-ES\|ES520019}} · {{Object location dec\|38.6791\|-0.5243\|region:ES-VC_type:forest_dim:1520_source:cawiki}} · [[Categoria:Racó de Sant Bonaventura]]                            |
| Sant Pasqual-Torretes                   | Paratge natural municipal                        | LIC Serres de Mariola i Carrascar de la Font Roja, ZEPA Serres de Mariola i de la Font Roja | 69,30         | Ibi (Alcoià) 38° 38′ 12″ N, 0° 32′ 19″ O / 38.6368°N,0.5387°O                      | ES520413 | {{ca\|Sant Pasqual-Torretes (Ibi)}} · {{WLE-AD-ES\|ES520413}} · {{Object location dec\|38.6368\|-0.5387\|region:ES-VC_type:forest_dim:1860_source:cawiki}} · [[Categoria:Protected areas of the province of Alicante]]                             |